# NGC 2534
NGC 2534 ist eine elliptische Galaxie vom Hubble-Typ E1/P im Sternbild Luchs. Sie ist schätzungsweise 160 Millionen Lichtjahre von der Milchstraße entfernt.
Das Objekt wurde am 18. März 1790 von Wilhelm Herschel entdeckt.